# Vilma Eid
Vilma Eid é uma galerista e colecionadora de artes brasileira. Filha da artista Odette Eid, Vilma fundou em 2004 a Galeria Estação, especializada em arte popular e não erudita. Também é presidente do Instituto do Imaginário do Povo Brasileiro. Em 2018, organizou junto com Germana Monte-Mór o livro Arte popular brasileira: olhares contemporâneos (WMF Martins Fontes e Instituto do Imaginário do Povo Brasileiro), reunindo reproduções de obras e artigos da arte popular brasileira. Pela obra, Vilma ganhou em 2019 o Prêmio Jabuti de melhor livro de Artes.